# Aromobates
Aromobates Myers, Paolillo & Daly, 1991 è un genere di anfibi anuri, appartenente alla famiglia Aromobatidae.

## Etimologia
Il nome generico è composto dai termini greci aroma (odore) e bates (camminatore). La seconda parte del nome è descrittiva anche di altri generi della famiglia Dendrobatidae e viene usata qui per questo, sebbene la specie tipo, fortemente maleodorante, anche se in certe circostante si adatta a camminare, sia primariamente acquatica.

## Distribuzione e habitat
Le specie del genere si possono trovare sulla Cordillère de Mérida in Venezuela e sulla Cordigliera Orientale in Colombia.

## Tassonomia
Comprende 18 specie:
- Aromobates alboguttatus (Boulenger, 1903)
- Aromobates cannatellai Barrio-Amorós & Santos, 2012
- Aromobates capurinensis (Péfaur, 1993)
- Aromobates duranti (Péfaur, 1985)
- Aromobates ericksonae Barrio-Amorós & Santos, 2012
- Aromobates haydeeae (Rivero, 1978)
- Aromobates leopardalis (Rivero, 1978)
- Aromobates mayorgai (Rivero, 1980)
- Aromobates meridensis (Dole & Durant, 1972)
- Aromobates molinarii (La Marca, 1985)
- Aromobates nocturnus Myers, Paolillo-O. & Daly, 1991
- Aromobates ornatissimus Barrio-Amorós, Rivero & Santos, 2011
- Aromobates orostoma (Rivero, 1978)
- Aromobates saltuensis (Rivero, 1980)
- Aromobates serranus (Péfaur, 1985)
- Aromobates tokuko Rojas-Runjaic, Infante-Rivero & Barrio-Amorós, 2011
- Aromobates walterarpi La Marca & Otero-López, 2012
- Aromobates zippeli Barrio-Amorós & Santos, 2012